# Абрамково (Смоленська область)
Абрамково — село в Смоленській області Росії, у Смоленському районі. Станом на 2007 постійного населення не має. Розташоване в західній частині області за 20 км на північ від р. Смоленськ, за 5 км західніше автодороги Смоленськ — Пагорб — Демидов, на березі річки Сосенка.
Входить до складу Стабенского сільського поселення.

## Пам'ятки
- Пам'ятник археології: городище тушемлінских племен за 0,25 км південніше села.